# Nāttarasankottai
Nāttarasankottai är en ort i Indien.   Den ligger i distriktet Sivaganga och delstaten Tamil Nadu, i den södra delen av landet, 2 100 km söder om huvudstaden New Delhi. Nāttarasankottai ligger 88 meter över havet och antalet invånare är 5 920.
Terrängen runt Nāttarasankottai är platt. Runt Nāttarasankottai är det ganska tätbefolkat, med 248 invånare per kvadratkilometer. Närmaste större samhälle är Sivaganga, 8,0 km väster om Nāttarasankottai. Omgivningarna runt Nāttarasankottai är en mosaik av jordbruksmark och naturlig växtlighet.